# Traité de Margus
Le traité de Margus est un traité conclu entre l'Empire romain et les Huns à Margus (actuelle Požarevac en Serbie). Il est signé en 435 par le consul romain Plintha.
Parmi les points du traité, les Romains sont contraints de payer le double (de 350 livres d'or à 700) du tribut annuel qu'ils avaient précédemment concédé aux Huns. De plus il leur est interdit de conclure une alliance avec des ennemis des Huns, et ils doivent livrer tout réfugié hun présent dans l'Empire.
Lorsque les Romains violent le traité en 440, Attila et Bleda attaquent Castra Constantias, une forteresse et marché romain situé sur les rives du Danube.